# Salamina (Chipre)

Mapa de la antigua Chipre con sus principales ciudades. Salamina se encontraba en la costa oriental de la isla.

Salamina fue una antigua ciudad estado en la costa oriental de Chipre, en la desembocadura del río Pedieo, 6 km al norte de Famagusta (República Turca del Norte de Chipre), donde la fértil llanura de Mesaoria se abría al mar.

## Historia

### Primeros siglos
Los primeros hallazgos arqueológicos se remontan al siglo XI a. C. (Edad de Bronce Final). Los minerales de cobre de Chipre hicieron de la isla un nudo esencial de las primeras redes comerciales, y Chipre fue fuente del origen del Período orientalizante de la Grecia continental al final de la Edad Oscura, hipótesis lanzada por Walter Burkert en 1992. Entierros de niños en jarras cananitas demuestran la presencia fenicia. Ha sido excavado un puerto y un cementerio de este periodo. La ciudad es mencionada en inscripciones asirias como uno de los reinos de Iadnana (Chipre). En el 877 a. C., un ejército asirio alcanzó las orillas mediterráneas por primera vez. En 708 a. C. los reyes de las ciudades de Chipre pagaban tributo a Sargón II de Asiria. Las primeras monedas fueron acuñadas en el siglo VI a. C., siguiendo prototipos persas.
Chipre estuvo bajo el control de los asirios en esta época, pero las ciudades-estado de la isla disfrutaron de una relativa independencia mientras pagaron su tributo al rey asirio. Esto permitió a los reyes de las diferentes ciudades acumular riqueza y poder. Algunas costumbres funerarias observadas en las tumbas reales de Salamina están directamente relacionadas con ritos homéricos, como el sacrificio de caballos y la ofrenda de jarras de aceite de oliva. Algunos eruditos han interpretado este fenómeno como el resultado de la influencia de la épica homérica en Chipre. Una de las tradiciones sobre el lugar de nacimiento del poeta Homero mencionaba que este había nacido en Salamina.

### Época griega

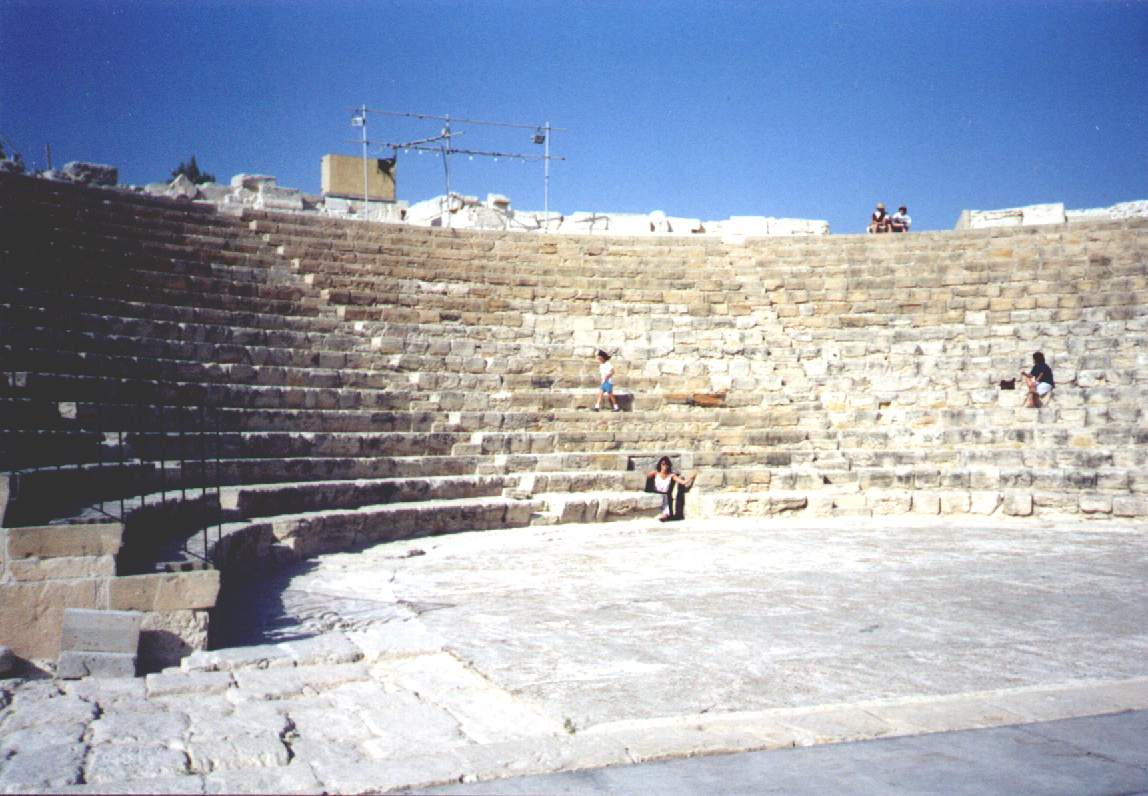
Teatro de Salamina.

Según el Marmor Parium, Salamina fue fundada por los griegos en 1202 a. C. Su mítico fundador fue Teucro, hijo de Telamón, quien no podía regresar a su hogar después de la guerra de Troya, porque había fracasado en vengar a su hermano Áyax. Se atribuía a Teucro también la fundación del templo de Zeus en Salamina.
La historia de Salamina durante los periodos arcaico y clásico está reflejada en las narraciones del historiador griego Heródoto y muchos de los últimos discursos del orador griego Isócrates. 
A partir del siglo VI a. C. se conocen los nombres de muchos de sus reyes —se trataba de reyes griegos semiindependientes— por las fuentes históricas y a través de una serie de emisiones monetarias, que demuestran la riqueza de la ciudad. En esta época concluyó una alianza con los Batiadas de Cirene pero Eveltón, el rey de Salamina, (hacia 570-525 a. C.), no ayudó al rey Arcesilao III de Cirene a recuperar el trono.
Durante la dominación persa estuvo a la cabeza de las luchas por la independencia de las ciudades estado chipriotas. Gorgo, rey en la época de la revuelta jónica, no se unió a los rebeldes, pero su hermano Onésilo le expulsó y se unió a ellos junto con otras ciudades chipriotas (499 a. C.). La primera batalla de Salamina de Chipre acabó con la independencia de los reinos chipriotas (498 a. C.) y Gorgo retornó al poder (498 a. C.-480 a. C.)
En 450 a. C., Salamina fue el lugar donde se desarrolló una batalla entre los atenienses y los persas, donde los atenienses vencieron en una batalla naval y en otra terrestre, simultánea, a un ejército compuesto por fenicios, chipriotas y cilicios. (No debe confundirse con la Batalla de Salamina más famosa, que tuvo lugar en el 480 a. C. entre los griegos y los persas en Salamina, en el Ática.)
El más importante gobernante del reino de Salamina fue Evágoras (410–374 a. C.), que se jactaba de ser descendiente directo de la familia de Teucro. Durante su infancia, la ciudad había caído bajo dominio de un usurpador fenicio, Abdemon, que la había sometido a los persas. Evágoras consiguió un pequeño número de soldados en su exilio en Cilicia y regresó a Salamina para derrotar a los gobernantes fenicios y obtener así el reinado de la ciudad. Durante su reinado florecieron la cultura y el arte griego, amuralló la ciudad y aumentó su poderío naval. Participó, aliado con Atenas y Persia en la derrota de los espartanos en la batalla de Cnido. En  vurtud de la Paz de Antálcidas (386 a. C.), las ciudades del Asia Menor y también de Chipre fueron devueltas a los persas, pero enseguida se desató una guerra entre Evágoras y Artajerjes II de Persia. Evágoras había llegado a dominar casi toda la isla de Chipre, así como la ciudad de Tiro y algunas otras ciudades fenicias. Se alió con Acoris, el faraón de Egipto y además contó con apoyo de algunos otros enemigos de los persas, como el rey de Caria. Tras sufrir una derrota naval en Citio y el asedio de Salamina, firmó un tratado de paz en el 381 a. C. en el que se acordó que se mantendría como rey pero únicamente de Salamina y como vasallo del rey persa, a quien debería pagar tributos.
Posteriormente un eunuco asesinó a Evágoras y ocupó el trono su hijo Nicocles hasta el 361 a. C. y después de él fue rey Evágoras II. En el 351/350 a. C. hubo otra rebelión de las ciudades de Chipre y se declararon independientes de Persia. Artajerjes III combatió esta rebelión mediante un ejército de mercenarios dirigidos por el ateniense Foción y por Evágoras II, que había sido depuesto en la rebelión como rey de Salamina y quería recuperar el poder. Este ejército asedió Salamina mientras el resto de las ciudades chipriotas ya habían vuelto a poder de los persas. Pnitágoras, que había sido proclamado rey en Salamina y defendió la ciudad durante el asedio, finalmente se sometió voluntariamente a los persas y pudo continuar reinando.
Bajo el mando del rey Pnitágoras, la flota chipriota tomó la decisión de combatir junto a Alejandro Magno y participó con 130 naves en el asedio de Tiro, aunque las naves chipriotas fueron hundidas por los tirios.
Durante las Guerras de los diádocos, Nicocreonte, que se había convertido en rey de Salamina, se alió con Ptolomeo I Sóter, que llegó a obtener el control de la isla y nombró a Nicrocreonte como estratego de toda Chipre. Acusado de traición, se encerró junto con sus familiares en el palacio de Salamina, mandó bloquear las puertas, prendió fuego al palacio y se suicidó (311 a. C.) Se ha sugerido que un gran túmulo que fue hallado en la necrópolis de Salamina había sido erigido como cenotafio de Nicrocreonte, aunque hay historiadores que ponen en duda esta hipótesis. En este monumento fueron encontrados objetos de cerámica y monedas datados a fines del siglo IV a. C. así como cinco cabezas de arcilla, quizás retratos de miembros de la familia real que fueron honrados después de su trágica muerte trágica en la pira.
En su lugar fue elegido Menelao, hermano de Ptolomeo, como estratego de Chipre. Este luchó en 306 a. C., en la Batalla de Salamina que tuvo lugar entre la flota de Demetrio Poliorcetes y la de Ptolomeo I. Demetrio ganó la batalla y capturó la isla pero poco después, en el 295/294 a. C. fue recuperada por Ptolomeo. A partir de entonces quedó, como el resto de Chipre, definitivamente sometida al Egipto Ptolemaico y dejó de ser la capital de Chipre a principios del siglo II a. C., cuando fue reemplazada por Nea Pafos. El 58 a. C. la isla quedó bajo dominio romano, excepto en un breve periodo en que quedó bajo el poder de Cleopatra VII.

### Época romana

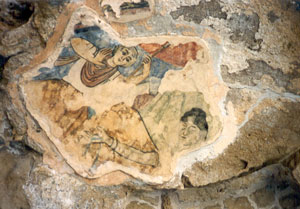
Fragmento de fresco de Salamina.

Durante el Imperio romano, Salamina, como el resto de Chipre, formó parte de la provincia romana de Cilicia hasta que en el año 22 a. C. se creó la provincia senatorial de Chipre. La sede del gobernador estaba en Pafos pero Salamina era una ciudad rica e importante. La ciudad fue particularmente favorecida por los emperadores romanos Trajano y Adriano que restauraron y construyeron edificios públicos.
San Bernabé, que era chipriota, junto con San Pablo introdujeron el cristianismo en Salamina en el siglo I. Dice la tradición que Bernabé  fue martirizado en Salamina (61). Por otra parte, en la ciudad debió haber una importante comunidad judía en torno a varias sinagogas pero durante la revuelta de 116-117, los judíos destruyeron Salamina y mataron a muchos de sus habitantes, por lo que después de que los romanos sofocaron la rebelión decretaron la prohibición de que los judíos residieran en la isla.
Sufrió dos terremotos en los años 330 (o 332) y 342 que destruyeron la ciudad. La ciudad reconstruida fue llamada Constantia en honor del emperador romano de Constantinopla, Constantino II (337-361) y fue una sede episcopal, cuyo obispo más famoso fue San Epifanio. Constantino II no sólo ayudó a los salaminios a la reconstrucción de su ciudad sino que también les ayudó relevándoles de pagar los impuestos durante una época. El encenagamiento de la bahía condujo a un declive gradual de la ciudad.

### Conquista árabe y Edad Media
Salamina fue finalmente abandonada durante la conquista árabe del 648, debido a su destrucción por Muawija. Los habitantes se desplazaron a Arsinoë (Famagusta).
La ciudad alcanzó en la época de las Cruzadas un altísimo nivel de vida, desarrollándose en el emplazamiento de un centro satélite de la ciudad grecorromana, unos 8 km más al sur. La nueva ciudad fue conocida con el nombre de Famagusta (Anmochostos para los griegos), escenario de hazañas de los cruzados y de Ricardo Corazón de León.
Tras la caída de San Juan de Acre, en 1291, en tiempos del rey Enrique II de Chipre, la ciudad se convirtió en una de las ciudades más importantes del Levante cristiano, sin duda la más rica.

Era famosa por el lujo y el esplendor de sus nobles y de sus mercaderes. Un cronista llegado a Chipre desde la Europa septentrional en 1350 dijo que las cortesanas más ricas poseían cada una más de cien mil florines.
En 1372 la ciudad fue asolada por las luchas entre los mercaderes genoveses y venecianos; después pasó, como toda la isla, bajo el control de los venecianos, hasta que en agosto de 1571, tras resistir un asedio de un año, pasó al poder del Imperio otomano. El comandante de la guarnición, Marco Antonio Bragadin, fue desollado vivo por los turcos, por orden de Lala Kara Mustafa Pasha.

### Periodo posterior
Famagusta continuó una vida apagada, mientras que lentamente se desarrollaba un nuevo centro urbano, Varosha, al sur de las murallas de la ciudad medieval.
A Famagusta habitada por cerca de 4.000 turcos, se le ha vuelto a unir Varosha, en la que vivían, antes de la partición de la isla entre griegos y turcos, en 1974, casi 35.000 griegos. De este modo se ha formado un nuevo y único centro urbano.

## Descubrimientos arqueológicos
La posición de Salamina en la isla de Chipre hizo de ésta la región más importante para las relaciones con la costa asiática. Por dicha razón, durante casi cuatro milenios, se sucedieron cinco grandes asentamientos que merecen todos la calificación de ciudad. El núcleo urbano se renovaba y resurgía después de cada catástrofe, natural o sociopolítica, tal vez desplazándose un poco, pero siempre dentro de un área restringida de varios kilómetros cuadrados.
El más antiguo de estos establecimientos surgió en las cercanías del pueblo actual de Enkomi. Este lugar fue llamado Alasiya por su descubridor, el arqueólogo francés Claude F. A. Schaeffer. Alasiya fue quizá el nombre con el que se conocía toda la isla durante el segundo milenio a. C.

Habitada hasta el final de este periodo, Enkomi-Alasiya es probablemente la ciudad del Bronce Final más conocida del Mediterráneo oriental en su aspecto urbanístico, en especial lo relativo a las plantas y disposición de los edificios públicos y privados, además de su gran desarrollo económico. Tras un periodo poco conocido de terremotos, invasiones y destrucciones, surgió, a poco más de un kilómetro, la Salamina fundada por Teucro. Esta ciudad debió su nombre a la isla griega de Salamina de donde era originario Teucro

### Las tumbas
Se conserva una gran necrópolis que se extiende entre el bosque de Salamina, el pueblo de Enkomi y el antiguo monasterio de San Bernabé.
Esta necrópolis de Salamina cubre c. de 7 km² del este de la ciudad. Contiene un museo que exhibe algunos de los hallazgos y tumbas que datan desde el periodo geométrico hasta el período helenístico.
Las tumbas más antiguas de la necrópolis datan del siglo XI a. C., y se distinguen por la riqueza y la presencia de objetos importados de Asia y del continente griego.
En los siglos VIII y VII a. C., la riqueza parece acentuarse, con un fenómeno análogo al que en Occidente, en Grecia e Italia, sobre todo en Etruria, es conocido con el nombre de orientalizante: las tumbas son construidas con bloques de piedra local dentro de fosas poco profundas, precedidas de una entrada monumental y de un corredor de acceso.

En las cámaras sepulcrales se efectuaban normalmente dos entierros seguidos en un espacio de tiempo no muy considerable, que incluían carros fúnebres tirados por caballos, o sobre todo por asnos. Los animales eran sacrificados y enterrados en el corredor de acceso. Además de los caballos, se enterraban el carro desmontado, los arreos, los objetos de mobiliario, enormes vasos cerámicos de bronce, etc.
Algunas tumbas estaban recubiertas con un túmulo.
Las tumbas mejor conservadas, han sido llamadas «Tumbas reales», y contienen carros y ofrendas funerarias extremadamente ricas, incluso importadas de Egipto y Siria. Una tumba excavada en 1965 por la misión francesa de la Universidad de Lyon sacó a la luz una extraordinaria cantidad de objetos funerarios, que atestiguan también las relaciones comerciales sostenidas con el Oriente Próximo.
Aunque Salamina mantuvo contactos con el Oriente próximo durante los siglos VIII y VII a. C., hubo lazos también con el Egeo. Una tumba real contiene una gran cantidad de cerámica geométrica y se ha dicho que era la dote de una princesa griega que se casó con alguien de la familia real de Salamina. También se ha encontrado cerámica en tumbas de ciudadanos corrientes. En esta época, en la que los griegos se estaban embarcados en una expansión hacia el este para fundar colonias en Asia Menor y Siria; Salamina debió servir de estación intermedia; se ha sugerido que los chipriotas ayudaron a los griegos en su aventura.
Se ha explorado una necrópolis de tumbas excavadas en la roca, precedidas de un breve corredor de acceso, que podrían haber sido usadas durante varias generaciones como tumbas familiares. Desde tiempo inmemorial las tumbas han sido saqueadas. Al parecer, muchas de las joyas que llevaban las mujeres y los hombres medievales procedían de las necrópolis de Salamina. Incluso en el siglo XIX, las joyas de la dote de muchas jóvenes fueron identificadas como micénicas, griegas o romanas.

#### La prisión o tumba de Santa Catalina
En 1914, Sir John Myres, identificó el complejo como una tumba de época grecorromana. A partir de 1965, las excavaciones de Vassos Karageorghis, director del Departamento de antigüedades de Chipre, han determinado que era una de las grandes tumbas de la necrópolis de Salamina. Se había excavado en la roca arcillosa una enorme fosa de casi 40 m de longitud y 15 m anchura, y a 3,70 m de profundidad. La principal cámara sepulcral medía 4,70 x 2,80 x 6,20 m. Se llega a ella a través de una entrada monumental de 10,65 x 4 m, precedida por un largo corredor.
En la parte más profunda del corredor, frente a los peldaños de acceso a la entrada, se encontraron los esqueletos de dos caballos que habían tirado del carro fúnebre. Se conservaron intactos bajo un espesor de 50 cm de tierra que había sellado la tumba tras la sepultura. Esta ceremonia funeraria, gracias a las cerámicas halladas, puede datarse en el siglo VII a. C. La entrada y el corredor fueron colmatados con tierra, para que sólo aflorara el techo de la cámara sepulcral como indicación de la existencia de una tumba.
Esta tumba se convirtió probablemente en un lugar de reunión o en sede de un culto, en época de Augusto.
En el siglo II la cámara sepulcral fue convertida en prisión. En los siglos siglo VI y VII, el área circundante fue utilizada como lugar de sepultura y podemos suponer que el monumento era ya considerado un lugar sagrado. 
A partir del siglo XV la construcción fue conocida con el nombre de Prisión de Santa Catalina, la santa que, según la tradición, había sido encarcelada precisamente en los alrededores de Salamina.

### Excavaciones y otros restos arqueológicos

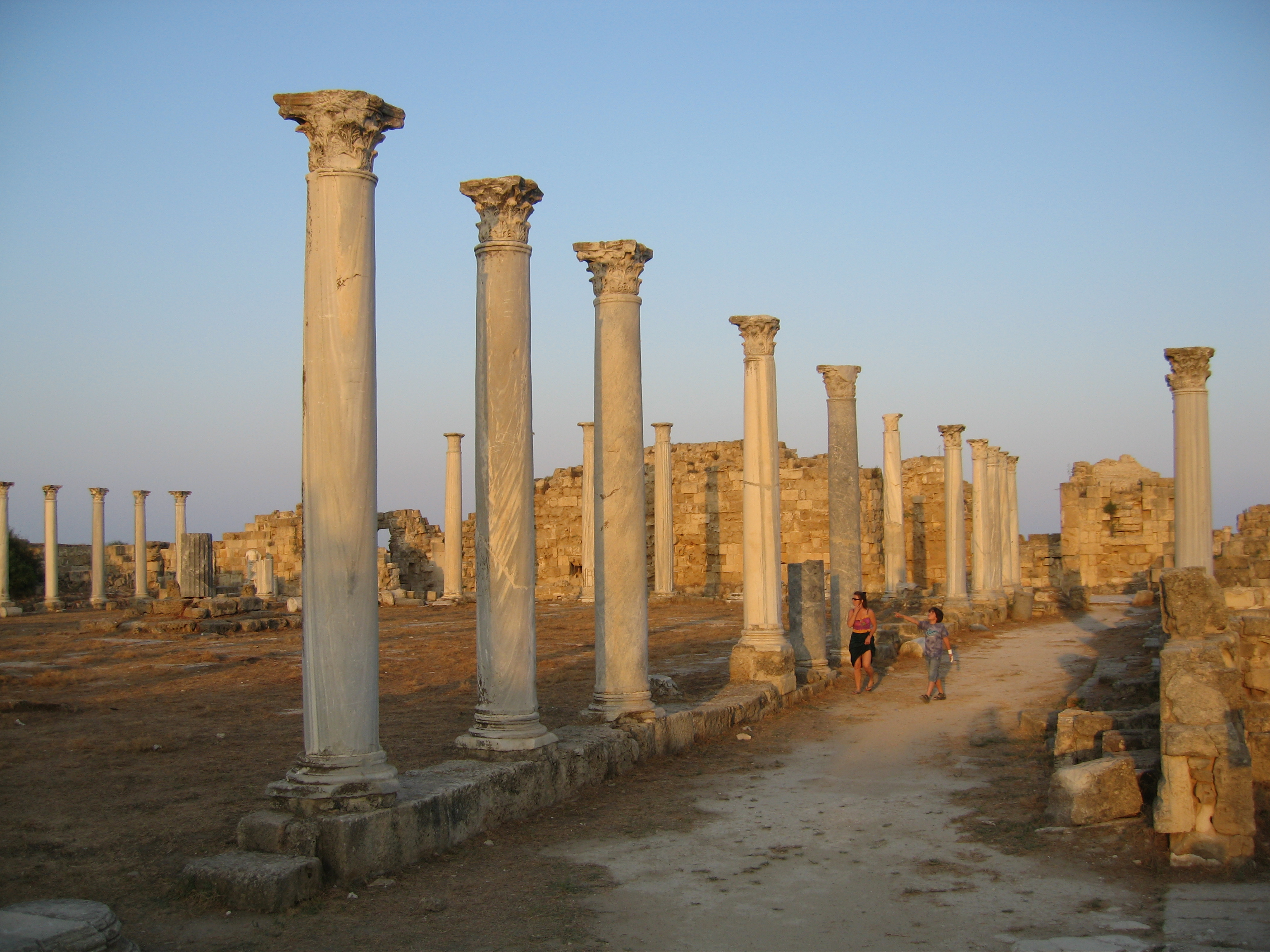
El gimnasio de Salamina.

Las excavaciones en Salamina comenzaron en 1952 y continuaron hasta 1974. Antes de la invasión turca hubo mucha actividad arqueológica; una misión francesa estuvo excavando en Enkomi, otra en Salamina, y el Departamento de Antigüedades de Chipre estuvo ocupado casi todo el año con las reparaciones y las restauraciones de monumentos y en las excavaciones de Salamina
Los edificios de Salamina sacados a la luz datan casi todos de época romana. Comprenden un gran gimnasio con una palestra anexa rodeada por un pórtico, transformado más tarde, cuando ya era Constanza, en parte en edificio termal. Fundado en época helenística, el gimnasio fue reedificado totalmente en época de Augusto y después en la de Adriano. De esta fase son las estatuas de mármol conservadas allí y en el Museo de Chipre de Nicosia. 
Al sur del gimnasio se encuentran los restos de un gran teatro que podía acoger a casi 15.000 espectadores: tenía un proscenio monumental, desaparecido casi por completo, y una orquesta con un pavimento de mármol de 27 m de diámetro. La orquesta fue transformada en naumaquia en época tardo-romana, de manera que pudiera llenarse de agua para la celebración de competiciones, juegos y espectáculos acuáticos. Muchas de las estatuas de la escena fueron mutiladas, al parecer intencionadamente, como había sucedido con las estatuas del gimnasio en época cristiana. Destruido por los terremotos del siglo IV, el teatro no fue reconstruido, pero se aprovechó gran parte del material, sobre todo las columnas de mármol del proscenio, para restaurar la palestra y construir las termas.
Más al sur se hallan los restos de dos grandes plazas, una considerada el ágora griega y la otra el foro romano. También hay una basílica de tres naves dedicada a San Epifanio, obispo de Constanza entre el 367 y el 403.
Los edificios públicos descubiertos hasta ahora en el sitio de ciudad de Salamina se remontan al período postclásico. El templo de Zeus Salaminio, cuyo culto fue fundado, según la tradición, por el propio Teucro, debe haber existido desde la fundación de la ciudad; los restos existentes se remontan a finales del período helenístico. El "Centro cultural" de Salamina durante el período romano estaba situado en la parte más septentrional de la ciudad, donde se han descubierto un gimnasio, un teatro, un anfiteatro, un estadio y unos baños públicos.
Hay considerable cantidad de ruinas. El teatro, y el gimnasio han sido restaurados exhaustivamente. Las numerosas estatuas se erigen en el patio central del gimnasio, cuya mayoría están sin cabeza, destruidas por los cristianos. Mientras que una estatua de Augusto originalmente pertenecía al gimnasio, algunas columnas y estatuas adornaban el teatro originalmente y fueron traídas aquí después de un seísmo en el siglo IV.
El teatro es de época augustal. Podía alojar hasta 15.000 espectadores. Fue destruido en el siglo IV.
Hay baños públicos, letrinas públicas (para 44 usuarios), varios trozos pequeños de mosaico, un muelle, un ágora helenística y otra romana de época imperial, y un templo de Zeus que tenía el derecho de conceder el asilo. La basílica bizantina del obispo Epifanio (367–403). Se utiliza como iglesia metropolitana de Salamina. San Epifanio está enterrado en ábside sur. La iglesia contiene un baptisterio calentado con hipocaustos. La iglesia fue destruida en el siglo VII y reemplazada por un pequeño edificio al sur.
La ciudad era abastecida de agua por un acueducto desde Kyhrea, que fue destruido en el siglo VII. El agua era acumulada en una gran cisterna cerca del ágora.
La ciudad del siglo XI a. C. estaba confinada en un área reducida alrededor del puerto, que pronto se extendió hacia el oeste y ocupó el área, que hoy está cubierta por bosques. El cementerio de Salamina cubre una gran zona de los límites occidentales del bosque del monasterio de San Bernabé al oeste, hasta las afueras de la población de Ayios Serghios al norte, y hasta las afueras de Enkomi al sur. Contiene tumbas que datan desde el siglo IX a. C. hasta los inicios del cristianismo. Las primeras tumbas están dentro del área boscosa, cerca del límite de la ciudad primitiva.
Tras la invasión turca de Chipre, el embargo internacional ha impedido la continuación de las excavaciones. El sitio y los museos son mantenidos por los servicios de antigüedades.
El monasterio de San Bernabé guarda importantes colecciones arqueológicas. En el distrito arqueológico del museo hay estatuas de mármol del gimnasio y del teatro de Salamina. También alberga cerámica y joyería micénicas de Enkomi, y otros objetos representativos de la rica herencia arqueológica de todo el distrito.